# Ragby aréna Sokol
Ragby aréna Sokol – stadion do rugby w Ostrawie (w dzielnicy Mariánské Hory), w Czechach. Swoje spotkania rozgrywają na nim rugbyści klubu TJ Sokol Mariánské Hory.